# Oh Soo-yeon
Oh Soo-yeon nasqué al 1964 a Corea i començà la seua carrera literària al 1994 amb la novel·la Dia festiu nacional a la terra dels nans, que descriu la vida de dos amics d'universitat, Min-cheol i Mi-seon, deu anys després de la seua participació en el moviment estudiantil per la democràcia de 1980. Després de publicar Casa desocupada el 1997, visqué a l'Índia dos anys. Participa activament per ajudar estats del tercer món, i al 2003 visita l'Iraq i Palestina com a representant literària del moviment contra la guerra.

## Obra
En la seua primera novel·la Dia festiu nacional a la terra dels nans, combina el tema del nihilisme que s'estén entre la gent jove després del moviment per la democràcia amb el seu interés pel feminisme en una societat masclista. El relat "Casa desocupada" se centra encara més en la perspectiva feminista. La seua preocupació més gran, però, són les "vides perifèriques" o la lluita de la gent que està fora de les esferes de poder. Els personatges de Dia festiu nacional a la terra dels nans representen aquest tipus de gent: dissidents polítics en els vuitanta, són apartats pel sistema en els noranta i són condemnats a l'ostracisme fins i tot pels seus amics, que s'han adaptat als canvis socials i al nou sistema de valors. En les seues obres feministes se centra en la dona com una marginada de la societat masclista.
La cuina, un recull d'històries entrellaçades publicada després de tornar de l'Índia, descriu les condicions de vida als estats del tercer món, amb l'Índia com a fons. La protagonista és una dona coreana que madura pel xoc amb altres sistemes de valors.
El 1994 guanya el Premi al Nou artista; al 2001 el premi literari Hankook Ilbo i al 2006 el premi Beautiful Artist.
Novel·la
- Dia festiu nacional a la terra dels nans (1994)

Recull de relats curts
- Casa desocupada (1997)

Col·lecció d'assaigs
- No muires, Abu Ali